# Вальтер Борше
Ва́льтер Георг Рудольф Бо́рше (нім. Walther Georg Rudolf Borsche; 31 травня 1877, Леопольдсгаль — 17 березня 1950, Франкфурт-на-Майні) — німецький хімік.

## Життєпис
Вальтер Борше був сином хіміка та генерального директора Об'єднаних хімічних заводів у Леопольдсгалі Георга Борше (1844—1926). Закінчивши Королівську середню школу в Потсдамі, Борше навчався в університетах Єни, Гейдельберга та Геттінгена, де влітку 1898 року йому було присвоєно звання доктора з приставкою summa cum laude.
Коротко попрацювавши з Адольфом фон Байєром у Мюнхені, Вальтер Борше перебував у Геттінгені з 1899 по 1926 рік на органічному відділі університетського інституту під керівництвом Отто Валаха. У 1903 р. він отримав габілітацію, у 1909 р. йому було присвоєно вчене звання професора, а в 1912 р. було надано посаду викладача з технічної хімії, де він зокрема займався хімією та технологією органічних барвників.
У 1926 році Вальтер Борше був призначений на повну професорську посаду у Франкфуртському університеті. З 1935 по 1941 рік був директором Органіко-хімічного інституту. Його науковою діяльністю було з'ясування структури мета- та ізопурпурової кислоти, поліядерних конденсованих систем з гетероциклічними кільцями та синтезу янгонінів, метистицинової кислоти та каваїнової кислоти. На честь нього та Едмунда Дрекзеля названа циклізація Борше-Дрекзеля.
27 вересня 1922 року Вальтер Борше став членом Леопольдини під номером № 3479.